# 키에사누오바

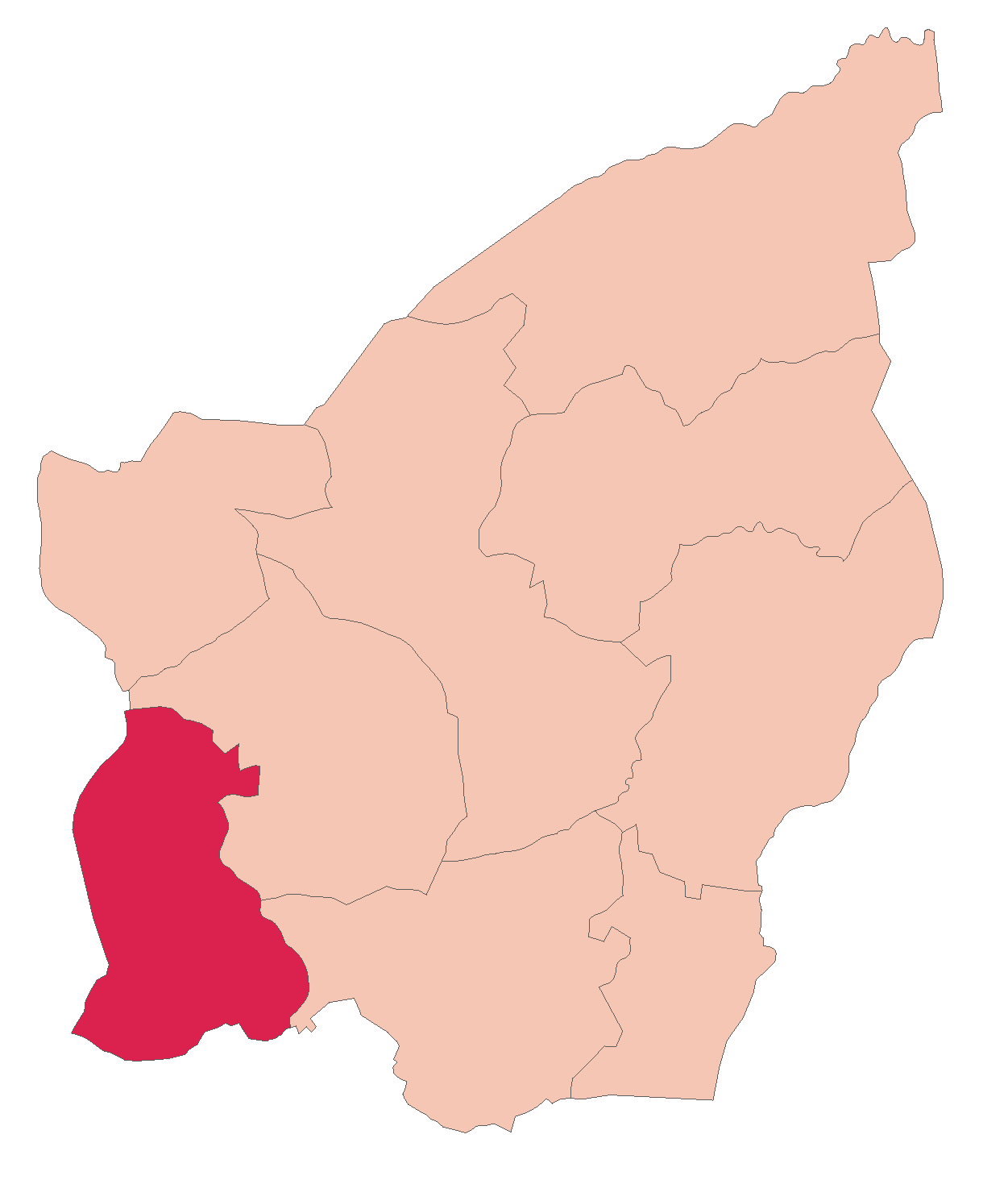
키에사누오바의 위치

키에사누오바(이탈리아어: Chiesanuova)는 산마리노의 지방자치체로 인구는 1,029명(2006년 기준), 면적은 5.46km2, 높이는 450m이다. 7개 마을을 관할하며 산마리노 시와 피오렌티노, 이탈리아 사소펠트리오, 베루키오, 산레오와 접한다. 1320년 산마리노에 편입되었다.

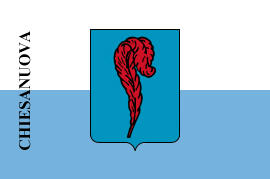
시기
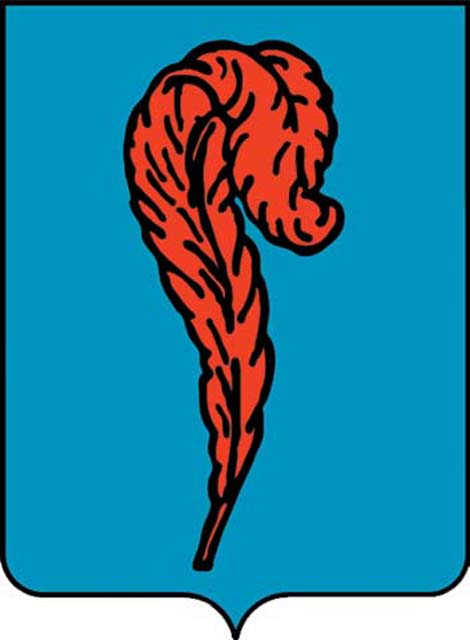
시 문장